# اسکات گورهام
اسکات گورهام (انگلیسی: Scott Gorham؛ زادهٔ ۱۷ مارس ۱۹۵۱) موسیقی‌دان، ترانه‌پرداز اهل ایالات متحده آمریکا است. وی از سال ۱۹۷۴ میلادی تاکنون مشغول فعالیت بوده است.